# Peaked Mountain (Massachusetts)
Peaked Mountain (deutsch spitzer Berg) ist der Name eines 333 Acres (1,3 km²) großen Naturschutzgebiets rund um den gleichnamigen, 1.184 ft (360,9 m) hohen Berg bei Monson im Bundesstaat Massachusetts der Vereinigten Staaten. Es wird von der Organisation The Trustees of Reservations verwaltet.

## Geschichte
Noch heute deuten Überbleibsel von Kohlehaufen und Feuerstellen darauf hin, dass der Peaked Mountain im 19. Jahrhundert vorwiegend zur Gewinnung von Holzkohle genutzt wurde, um die umliegenden Eisenschmelzen und  Schmieden mit Brennstoff zu versorgen. Dazu wurden Bäume gefällt, in runder Anordnung zu einem Kohlenmeiler aufgestellt, mit Erde bedeckt und angezündet. Anschließend mussten sie von den Köhlern bis zu zehn Tage ununterbrochen beaufsichtigt werden, um sicherzustellen, dass das Holz zwar glimmte, aber nicht brannte. Im 20. Jahrhundert betrieb eine Kooperative intensiv Forstwirtschaft zur Gewinnung von Nutz- und Brennholz am Berg.
Mitte der 1990er Jahre begannen die Grundstückseigentümer Len und Roslyn Harrington damit, ihren Landbesitz für die Nachwelt zu konservieren. Sie konnten für ihr Vorhaben auch einige ihrer Nachbarn, lokale Unterstützer, die Stadtverwaltung von Monson und die Norcross Wildlife Foundation gewinnen, die sich an den Maßnahmen beteiligten. In Zusammenarbeit mit den Trustees of Reservations konnten so insgesamt etwa 1.000 Acres (4 km²) geschützt werden. Im Oktober 1999 wurde das Schutzgebiet Peaked Mountain eingeweiht. 2009 konnte eine 37 Acres (0,1 km²) große Parzelle hinzugefügt werden.

## Schutzgebiet
Das Schutzgebiet ist eine der ursprünglichsten und am wenigsten entwickelten Gegenden in Massachusetts mit großen Flächen an unberührten Wäldern. Vom höchsten Punkt des Berges aus bietet sich nordwärts ein Blick über das Einzugsgebiet des Quabbin Reservoirs und bei klarem Wetter sogar bis zum Mount Monadnock im benachbarten Bundesstaat New Hampshire. Im Süden ist der Shenipsit State Forest in Connecticut, im Nordosten der Mount Wachusett und im Westen die Stadt Springfield zu sehen. Der Anstieg zum Gipfel weist einen Höhenunterschied von 467 ft (142,3 m) auf und kann in weniger als einer Stunde bewältigt werden. 
Im Wald können Singvögel wie Drosseln, Sperlingsvögel, Blauhäher, Kardinäle und Schwarzkopfmeisen, aber auch Greifvögel wie Truthahngeier, Falken und Streifenkauze beobachtet werden. Ein Nebenweg führt rund um den See Lunden Pond. Insgesamt stehen den Besuchern 3,5 mi (5,6 km) Wanderwege zur Verfügung.